# Televisió a Luxemburg

(RTL) Tele Letzeburg, primer canal nacional luxemburguès i l'únic en llengua natura.

La televisió al Luxemburg està marcada per la iniciativa i la trencadissa. Iniciativa perquè el Luxemburg fou dels primers països a experimentar no només amb la televisió sinó també amb la ràdio. Trencadissa perquè ràpidament els països veïns miren de controlar com més aviat millor les emissions de ràdio i de televisió per tal de garantir-se així senyals que parlin ideològicament segons i a criteri de l'Estat. Per tant, la trencadissa parteix justament en contra d'aquest model. L'RTL o Ràdio i Televisió del Luxemburg fou des de l'inici una empresa privada i evolucionà en territori nacional i estranger presentant-se com una opció lliure, alliberada dels governs respectius. És així que l'RTL esdevé l'un dels elements que han marcat la història de la televisió en general.

## Especificitat del mercat televisiu luxemburguès
El Luxemburg és dels pocs països que no té inscrita a la seva Carta Magna l'oficialitat d'alguna de les seves llengües fet que regla la reglamentació de les llengües que s'hi parlen en el marc de la legislació ordinària. La llengua pròpia del país és el luxemburguès però per la seva història i també per la seva mida, Luxemburg ha compartit juntament amb el luxemburguès, l'oficialitat del francès i l'alemany. Així doncs legalment tres llengües són oficials: el francès, el luxemburguès i l'alemany. De les tres, a nivell dels mèdia de comunicació, és la llengua pròpia la que pateix més descompensió, car només es disponibilitza a través de canals de ràdio o de televisió, havent estat exclosa de la premsa escrita. Això és així perquè molts grups estrangers, principalment francesos, belgues o alemanys, operen dins del país.

## Història de la televisió a Luxemburg

### Televisió hertziana analògica i per cable

#### De la ràdio a la televisió
La introducció de la televisió Luxemburg es fa per iniciativa privada i inicialment fou de la mà de la ràdio que aparegueren les primeres emissions de televisió. En efecte, Ràdio Luxemburg fou una associació amateur que aprofità el vent provinent des d'Europa per fer proves al petit país, inicialment de ràdio i, posteriorment, de televisió.
Les primeres proves es realitzen a la dècada dels 1920 vulgui ser en el de la televisió. Caldrà esperar-se al 1933 perquè comencin les primeres emissions obertes de ràdio. Ràdio Luxemburg esdevé en poc temps un mitjà potencial que tots els governs veïns miren amb lupa. El Regne Unit, França i Alemanya els preocupa que les emissions de Ràdio Luxemburg no siguin controlades, ja que efectivament inicialment, davant d'un panorama encara primerenc, el senyal de països forans poden captar-se amb tota facilitat. El Regne Unit és qui comença amb la veu cantant tot proposant una primera empresa estatal d'explotació de ràdio i televisió: la BBC. Ràpidament la resta de governs del centre-nord europeu miren de seguir aquesta línia i Ràdio Luxemburg esdevé de cop i volta competència.
Per tant, tal com es va esdevenir amb les emissions de ràdio, i la mateixa cosa tornarà amb la televisió. Luxemburg passa a ser un territori de novetats, pioner i d'emprenedoria. El país es troba en la llista dels primers a experimentar no només amb la televisió, sinó també amb la ràdio i amb les retransmissions entre països d'esdeveniments cabdals; esportius, polítics o musicals.
Això tindrà un preu, vist que a França el govern francès provarà de desfer-se de Ràdio Luxemburg des de ben inicialment. Hi crea el seu propi canal de ràdio i televisió. Tanmateix, Ràdio Luxemburg marca un precedent i molts emprenedors francesos decideixen recórrer a països petits del voltant per implantar-hi els seus negocis i emetere-hi d'aquesta manera cap a França. Era la forma de garantir llibertat d'explotació. A França les ràdios i les televisions d'aquestes empreses són percebudes com a "perifèriques" i així mateix se les coneixerà fins que a la dècada dels 1980. Els governs francesos resolen alliberar les ones al final de segle, cosa que insuflà aire de llibertat al país.

#### Les ràdios lliures i perifèriques
L'arrencada dels anys 1930 es veu pertorbada com a la resta d'Europa per la Segona Guerra Mundial. Ràdio Luxemburg atura les emissions i amb l'ocupació alemanya, l'emissor quedarà sota control de l'ocupant i, per tant, les emissions no seran pas lliures, sinó condicionades.
Aquest panorama és similar a França i Bèlgica, països que també veieren com el seu territori nacional era ocupat pel feixisme alemany. El 22 de maig de 1944, amb l'alliberament i la previsible victòria dels aliats, el govern del Luxemburg, a l'exili a Londres, signa amb els Estats Units un acord amb què els estatunidencs passen a disposar de l'emissora. L'acaparament de les emissions radiofòniques serà estratègic i, efectivament, mentre el feixisme alemany es retira, l'11 de novembre de 1945 els carrers acomiaden els estatunidencs per la situació a Ràdio Luxemburg. L'immediat de la post-guerra porta Ràdio Luxemburg a emetre molta programació d'entreteniment.
És a la dècada del 1950 que apareixen les grans mutacions. Ràdio Luxemburg ambiciona d'ençà esdevenir igualment un referent a nivell televisiu i per aquest motiu es crea la Companyia Luxemburguesa de Ràdio-difusió i Televisió. D'aquesta companyia neix el primer canal de televisió luxemburguès, Télé Luxembourg que emeté de forma privada i en francès. Tota una trencadissa atès que mimèticament els països veïns trien també la creació de les seves pròpies companyies de ràdio i televisió, tot i que sota tutela de l'Estat. Neix d'aquesta manera el grup RTL (Ràdio i Televisió del Luxemburg). Inicialment Télé Luxembourg emet únicament en territori nacional i a les fronteres belga i francesa. Això continuarà sent així pel que fa a la televisió fins a la dècada de 1970, moment en què Télé Luxemburg s'instal·la a tot el territori belga.

#### La primera televisió per cable
A la dècada de 1960, més delimitaddament el 21 de setembre de 1969, Télé Luxembourg estrena un primer programa en llengua luxemburguesa: Hei Elei, Kuck Elei. Una novetat que acompanyarà el públic del país tots els diumenges durant tota la dècada dels anys 1970 i 1980.
La dècada de 1960 està marcada de més novetats. El país experimenta igualment amb l'entrada de la televisió per cable, s'introdueixen les ones FM amb els quals es crea Ràdio Lëtzebuerg amb canvi radical en la programació que s'adapta a l'estil de ràdio-fórmula; això caldrà posar-ho en el seu context, el de les cançons "yé-yé".

#### Alliberament de les ràdios
Malgrat tota la guerra que els governs francesos duen a terme contra les "ràdios i televisions perifèriques", la qüestió ací és que a la dècada de 1960, el grup RTL assolí ser el número 1 a França, amb una audiència acumulada del 12,8%. Encara que sobre paper RTL es mostrà durant tot aquest temps una ràdio lliure de intervenció estatal, la realitat és que {a sobre del Consell de l'Audiovisual, la CLT-UFA, hi havia els antics primers ministres luxemburguesos. En tot cas a la dècada de 1980 apareixen nous canals de televisió no només al Luxemburg, sinó també a la resta de països europeus. El fet coincideix amb l'alliberament progressiu de les emissions per part de les potències centrals d'Europa i això permeté l'arribada de canals de televisió privats.
És d'aquesta manera que es va conjugant de mica en mica el panorama televisiu luxemburguès. És a dir, a poc a poc s'introdueixen televisions foranes al país disposades a explotar el mercat nacional luxemburguès i això tindrà repercussions en la varietat lingüística de les televisions luxemburgueses. Obren o comencen a captar-se canals de parla germanòfona i de procedència francesa. Entre els primers s'hi pot destacar el grup M6. Alhora l'RTL muta i resol explotar al seu torn, durant els anys 1990, el mercat neerlandès. Hi proposa una primera obertura, l'RTL 4, emesa únicament en llengua neerlandesa per al públic flamenc i, properament també, per a l'holandès. Vora els finals de la dècada de 1990 l'RTL es fusiona amb la companyia alemanya Berteisman i comença així una nova etapa dins del panorama televisiu luxemburguès.

### Televisió digital terrestre
La transició de la televisió analògica cap a la televisió digital terrestre es va fer l'any 2006 quan començaren a emetre-s'hi els primers senyals digitals. La majoria de canals de televisió luxemburguesos que es poden veure a través de la televisió digital terrestre són de grups luxemburguesos malgrat que es proposa, en acord amb l'esquema lingüístic del país, molta varietat a nivell lingüístic.
Gràcies a la seva mida, l'apagada analògica fou més ràpida que a qualsevol altre país més gran i proper a Luxemburg. L'arribada de la TDT no ha suposat cap gran pas per al públic luxemburguès mateix atès que prop del 95% de la població té contractada una opció de pagament per cable o per fibra òptica. Així i tot, amb la TDT sí s'hi ha vist l'augment del nombre de canals, entre els quals, tot seguint la tendència europea, el Chamber TV, un canal públic dedicat exclusivament a l'emissió de les sessions parlamentàries.
En qualsevol cas, l'arribada de l'era digital a Luxemburg ha modificat la forma en com es veia la televisió, car els principals operadors de televisió han començat a oferir al seu públic televisió multiplataforma, amb possibilitat d'enregistrar programes de televisió i triar què s'hi pot veure a la carta. També, amb l'arribada de la digitalització, es va abandonar progressivament els teletexts i es va afavorir l'smart TV amb les emissions en panoràmica.

## Llista de canals

### Emissions obertes
A conseqüència amb la realitat lingüística del petit país i en acord amb la capacitat emprenedora dels grups de televisió luxemburguesos, el petit ducat del Luxemburg comparteix canals de televisió neerlandòfons, francòfons, germànics i luxemburguesos. Les emissions en obert no són majoritàries, ja que pràcticament el 90% de la població del país ha contractat algun tipus de fórmula de televisió a pagament. La combinació de canals en diferents llengües no comporta obligatòriament canals de televisió autòctons. Molts canals francòfons, per exemple, procedeixen de Bèlgica malgrat que els canals neerlandòfons són excepció atès que no és llengua oficial de Luxemburg i neixen per la voluntat del grup principal de televisió del país d'exportar-se a l'exterior. El principal grup de televisió que emet senyal en llengua autòctona és l'RTL.
| Canals luxemburguesos: - RTL Télé Lëtzebuerg - RTL Zwee - Chamber TV | Canals francesos: - RTL9 - RTL-TVI - Club RTL - Plug RTL - M6 | Canals neerlandesos: - RTL 4 - RTL 5 - RTL 7 - RTL 8 | Canals germànics: - RTL Television |

### Per cable
De forma pràcticament majoritària, la població luxemburguesa veu principalment televisió per cable. Cinc grups de tele-operadors es disputen el mercat:
- Eltrona
- Numericable
- PostTV Luxembourg
- Orange S.A.
- Tango

Bona part d'aquests grups són estrangers. És el cas d'Orange o de Numéricable de procedència francesa. En tot cas, l'oferta televisiva del país combina canals de televisió de procedència francesa, germànica i neerlandesa, a més de canals lusòfons, italians i nord-americans o anglosaxons. En efecte, el país és juntament amb Andorra i Suïssa dels pocs països que té una massa d'immigració important procedent de Portugal i això fa que la demana de canals lusòfons hagi abocat les companyies a proposar-los al seu públic. També, més tradicional, existeix una forta immigració procedent d'Itàlia. En total es calculen prop d'un centenar llarg de canals, tots els operadors confosos.
| - Al Jazeera - CStar - Baby TV - Bloomberg Television - C8 - Cartoon Network - CNBC - CNews - Das Erste - RTL 2 - Disney Channel (i tots els seus derivats) - National Geographic Channel (i totes les seves variants) - Euronews - France 2 - France Ô - Ushuaïa TV - Breizh - SR FERNSEHEN - SIXX | - Eurosport (i totes les seves variants) - M6 - Mediaset Italia - RFM TV - Histoire - RTP - Studio 100 TV - TF1 - RTVE - TVI - 2DF - TVI ficção - TV Globo - Mezzo - Porto Canal - SIC Internacional - SIC Notícias - Sporting TV - MTV | - BBC News - 3Sat - ARTE - Deutsche Welle - Le Une - La Deux - RBB - KIKA - France 3 - France 4 - France 5 - RTVE 24 - Bibel.TV - Rai 1 (i tots els seus derivats) - W9 - DMAX - SWR | - RTL Lounge - RTL Crime - RTL II - RTL Living - RTL Nitro - VOX - Super RTL |

### Per via satèl·lit
La Société Européenne des Satellites (SES) es va crear per iniciativa i suport del govern del Luxemburg l'any 1985. Té seu a Luxemburg en l'històric Castell de Betzdorf adquirit pel grup l'any 1986. Vers el 1998 la companyia es converteix en el principal proveïdor de televisió per satèl·lit a Europa llançant l'ASTRA. Per tant, el panorama per satèl·lit del Luxemburg té a veure amb la història de la televisió en general, una mica com la història de la televisió mateixa al Luxemburg. Els principals grups de televisió del país ofereixen els seus canals per satèl·lit i la resta de la graella televisiva es completa amb canals forasters.

### IPTV i fibra òptica
La fibra òptica s'ofereix al Luxemburg però no és el mitjà mitjançant el qual es pot veure la televisió. L'IPTV queda doncs en mans d'empreses independents o estrangeres i vista la diversitat lingüística del país, l'oferta per IPTV està sobretot condicionada a allò que s'ofereix des dels països veïns.